# Manuel Cabezas Esteban
Manuel Cabezas Esteban (León, 17 de abril de 1942) es un político y profesor español. 

## Carrera política
En las elecciones municipales de España de 1979 es elegido concejal del Ayuntamiento de León. Tras las elecciones municipales de España de 1983 es elegido procurador en las Cortes de Castilla y León y diputado provincial, siendo nombrado presidente de la Diputación provincial de León, renunciando a dicho cargo el 22 de febrero de 1984.
Fue profesor de francés e Inspector de Educación.